# Жаль, что она блудница
«Жаль, что она блудница» — итальянский художественный кинофильм режиссёра Джузеппе Патрони Гриффи. Экранизация произведения Джона Форда.

## Сюжет
Аннабелла выходит замуж за Соранцо, будучи беременной от своего брата Джованни. Их отношения не прекращаются даже после её свадьбы. Узнав об этом, муж Аннабеллы жаждет мести, но он не единственный, кто хочет этого. В конце концов смерть объединит всех.

## В ролях
- Шарлотта Рэмплинг — Аннабелла
- Оливер Тобиас — Джованни
- Фабио Тести — Соранцо
- Анджела Луче — гувернантка Мерканте
- Антонио Фальси —монах Бонавентура
- Рик Батталья[итал.] — Торговец
- Рино Империо — слуга Соранцо